# Adam Wingard
Adam Wingard (Oak Ridge, Tennessee, 3 de diciembre de 1982) es un director de películas, editor, camarógrafo y guionista estadounidense.

## Vida y carrera

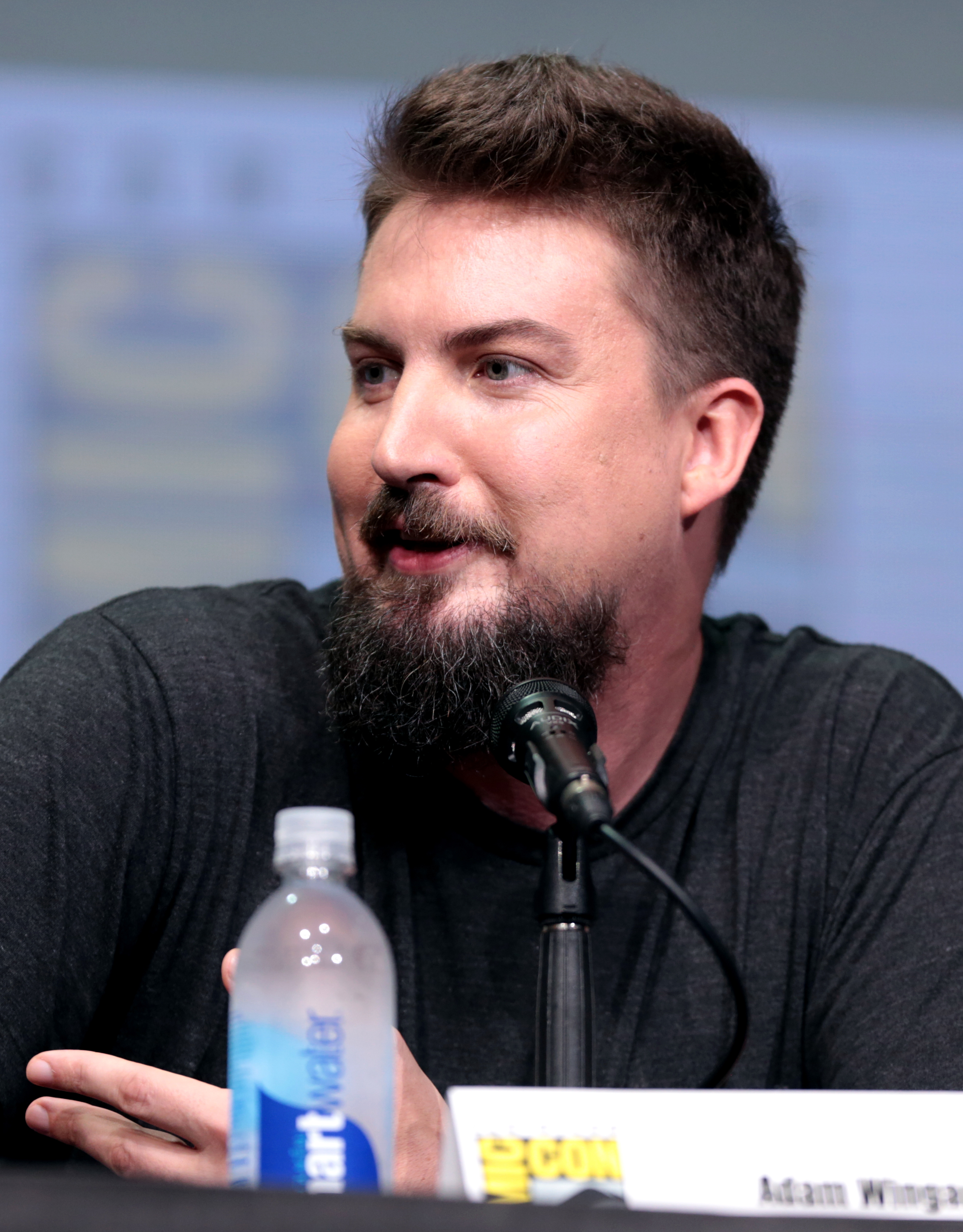
Adam Wingard en la Comic-Con de 2017.

Wingard nació en Oak Ridge, en el estado de Tennessee, y se graduó en Full Sail University en 2002. Su primer estreno, la comedia de terror Home Sick, protagonizada por Bill Moseley y Tiffany Shepis, demostró ser un peldaño para dar paso a su segunda presentación, la película psicotrópica de fantasmas Pop Skull. Hecha con un presupuesto total de apenas 2.000 dólares estadounidenses, Pop Skull tuvo su premier internacional en el Festival de Cine de Roma y su estreno doméstico en el Festival de Cine AFI en 2007. Le siguieron A Horrible Way to Die (2010) y What Fun We Were Having (2011).
A Horrible Way to Die, la historia de amor de un asesino en serie, se estrenó en el Festival Internacional de Cine de Toronto del 2010 en la sección Vanguardia y fue adquirida por Starz/Anchor Baya en el mismo festival para su lanzamiento en Norteamérica. What Fun We Were Having es una antología de 4 partes que trata acerca del tema tabú de la violación. Su estreno tuvo lugar en 2011 en el Fantastia Film Festival en Montreal, que honró a Wingard fue honrado dedicándole una sección: Medicated Monstruos – A Spotlight on Filmmaker Adam Wingard.
En 2011, Wingard codirigió Autoerotic con el icono del mumblecore (y actor frecuente en las películas de Wingard) Joe Swanberg. Fue seleccionado para dirigir un capítulo de The ABCs of Death, una antología de 26 capítulos de comedia de terror para Drafthouse Films y Magnet. Un reciente esfuerzo directorial, You're Next, se estrenó en el Festival Internacional de Cine de Toronto del 2011 como parte de la sección ‘Locura de Medianoche'. La película fue adquirida por Lionsgate, y recibió un lanzamiento mundial en agosto del 2013 con críticas favorables.
The Guest, protagonizada por Dan Stevens, se estrenó en el Festival de Cine Sundance, el Festival de Cine Internacional de Toronto y el Fantastic Fest, y recibió excelentes críticas tras su lanzamiento mundial a mediados de septiembre. En febrero de 2015, Lionsgate confirmó que Wingard dirigirá la película de terror Blair Witch, basada en un guion de Simon Barrett, una secuela de la película de 1999 The Blair Witch Project.
En 2017, se estrenó la película Death Note, dirigida por Wingard y que trata de la adaptación en imagen real del popular manga homónimo de Tsugumi Ōba y Takeshi Obata. la cual tuvo muy poca aceptación por la crítica y los fanes de la saga por su poca fidelidad al manga y anime.
En mayo de 2017 fue seleccionado cómo el director de la última película del denominado MonsterVerse, Godzilla vs. Kong, que se estrenó el 21 de mayo de 2021 y protagonizada por Alexander Skarsgård y Rebecca Hall.